# Банки (Пореч)
Банки (итал. Banchi) је насељено место у Републици Хрватској у Истарској жупанији. Административно је у саставу Града Пореча.

## Становништво
Према последњем попису становништва из 2011. године у насељу Банки живело је 17 становника који су живели у 6 домаћинства.
Кретање броја становника по пописима 1857—2001.
| година пописа  | 1857 | 1869 | 1880 | 1890 | 1900 | 1910 | 1921 | 1931 | 1948 | 1953 | 1961 | 1971 | 1981 | 1991 | 2001 | 2011 |
| бр. становника | 0    | 0    | 49   | 48   | 57   | 64   | 0    | 0    | 36   | 30   | 25   | 24   | 20   | 13   | 15   | 17   |

Напомена: У 1857, 1869, 1921. i 1931. подаци су садржани у насељу Бадерна. Од 1890. до 1910. исказано као део насеља.